# Comedy verite
Die Comedy verite oder Comedy vérité ist ein Fernsehformat, das fiktive Comedy-Serien bezeichnet, die aufnahmetechnisch wie eine Doku-Soap gedreht werden.
Humorvolle Situationen und Charaktere werden auf den ersten Blick so dargestellt, als wären sie spontane und reale Beobachtungen des Alltags.
Der Begriff Comedy Verite ist ein Kompositum aus Comedy und vérité (französisch für „Wahrheit“), um den Zusammenschluss von Situationskomik und Cinéma vérité hervorzuheben. Cinema vérité steht für einen französischen Dokumentarfilmstil der 1950er und 60er Jahre, bei dem die Filmemacher wiederholt in den Drehprozess eingegriffen haben, was zu stilisierten Inszenierungen, Interaktionen zwischen Filmemachern und Gefilmten bis hin zu Momenten bewusster Provokation führte.
Mit Comedy Verite ist also eine Serie mit Folgen von bis zu einer halben Stunde Länge gemeint, die in Bezug auf Narration und Figurenkonstellation den Vorgaben einer klassischen Sitcom entspricht, aber auf formaler Ebene den Eindruck erweckt, es handele sich dabei um eine Doku-Soap.
In der Comedy verite werden die Klischees und Stereotypen klassischer Sitcoms parodiert.
Bekannte Beispiele für Comedy Vérité sind Serien wie The Office, Modern Family, Parks and Recreation, What We Do in the Shadows, Die Discounter und Abbott Elementary.